# Альбаретто-делла-Торре
Альбаретто-делла-Торре (итал. Albaretto della Torre) — коммуна в Италии, располагается в регионе Пьемонт, в провинции Кунео.
Население составляет 248 человек (2008 г.), плотность населения составляет 62 чел./км². Занимает площадь 4 км². Почтовый индекс — 12050. Телефонный код — 0173.
Покровителем коммуны почитается святой Себастьян, празднование 20 января.

## Демография
Динамика населения:

## Администрация коммуны
- Официальный сайт: